# Leucania meridionalis
Leucania meridionalis är en fjärilsart som beskrevs av Franz Dannehl 1926. Leucania meridionalis ingår i släktet Leucania och familjen nattflyn. Inga underarter finns listade i Catalogue of Life.